# Koruna polských Sudet

Sněžka (1603 m)

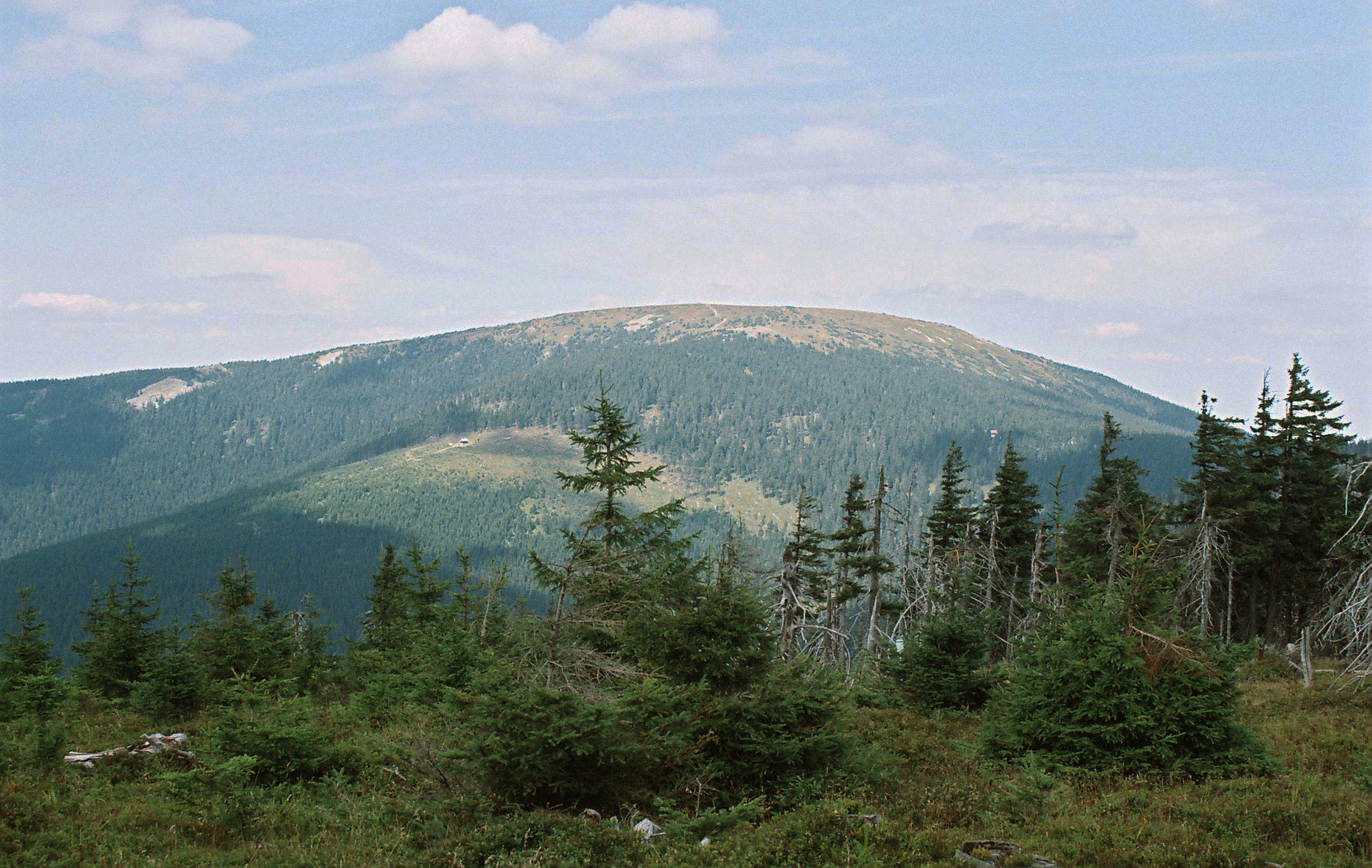
Králický Sněžník (1423 m)

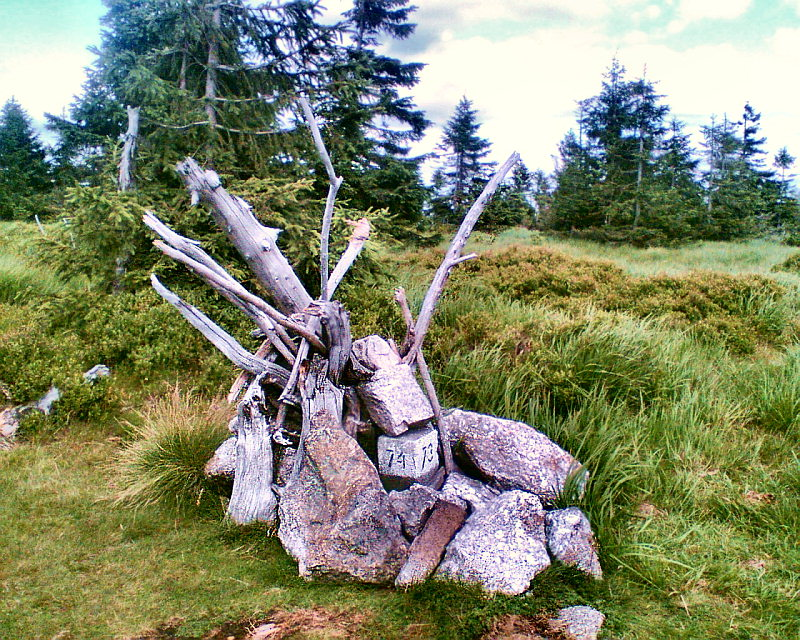
Wysoka Kopa (1128 m)

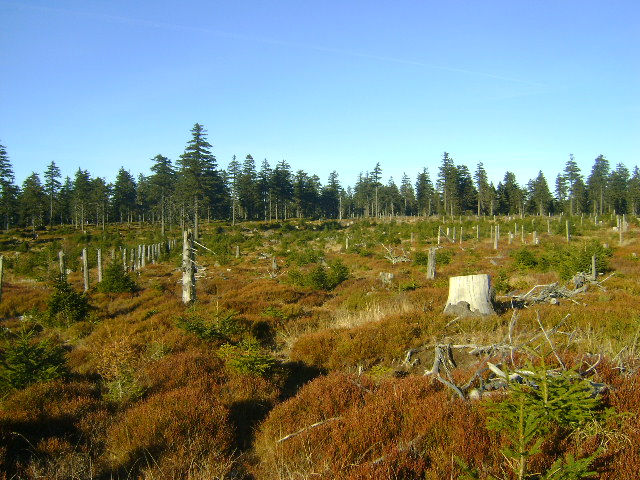
Postawna (1117 m)

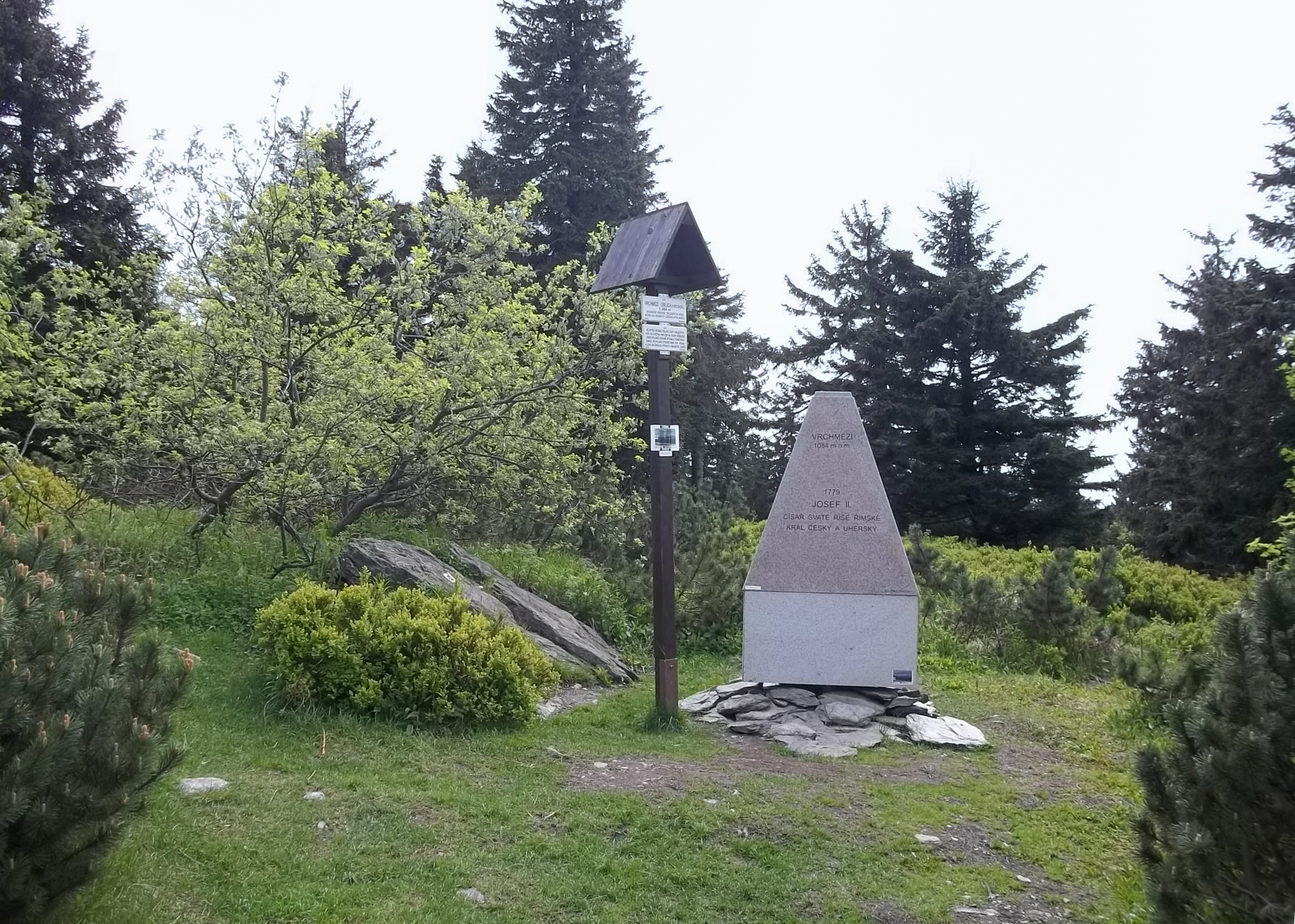
Vrchmezí (1084 m)

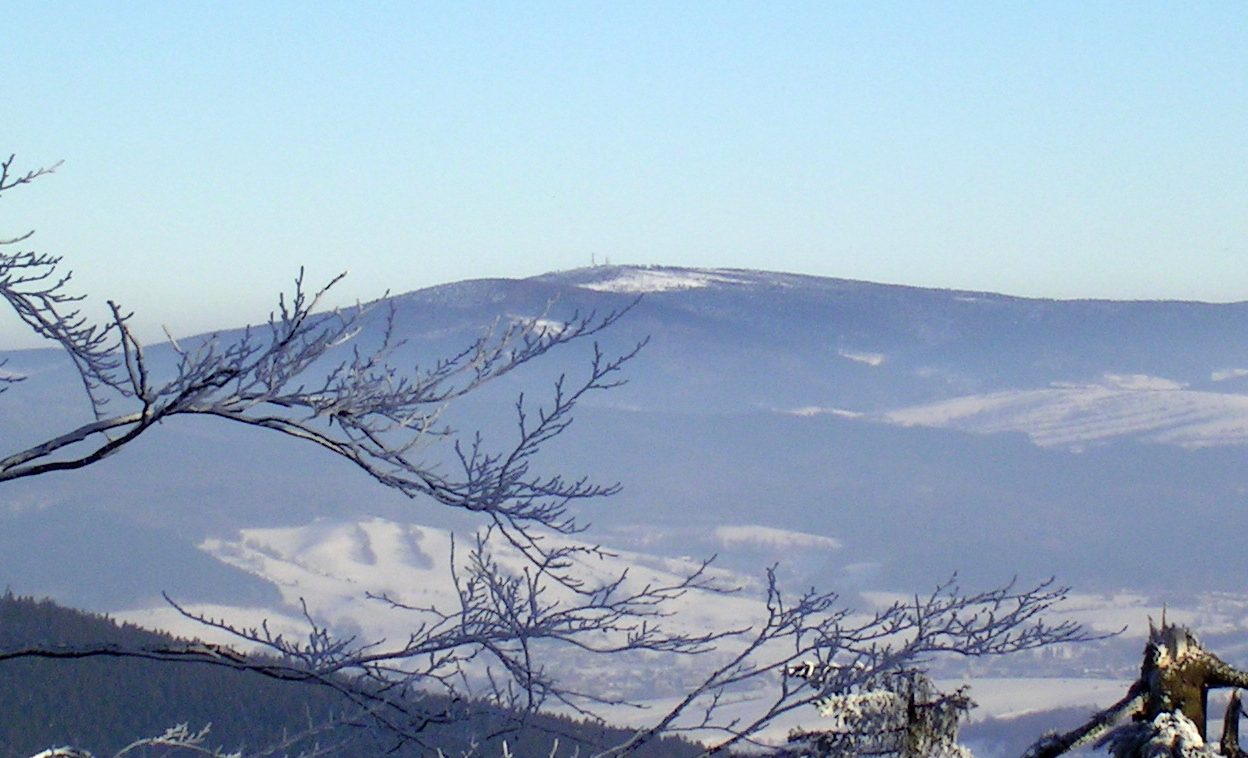
Velká Sova (1015 m)

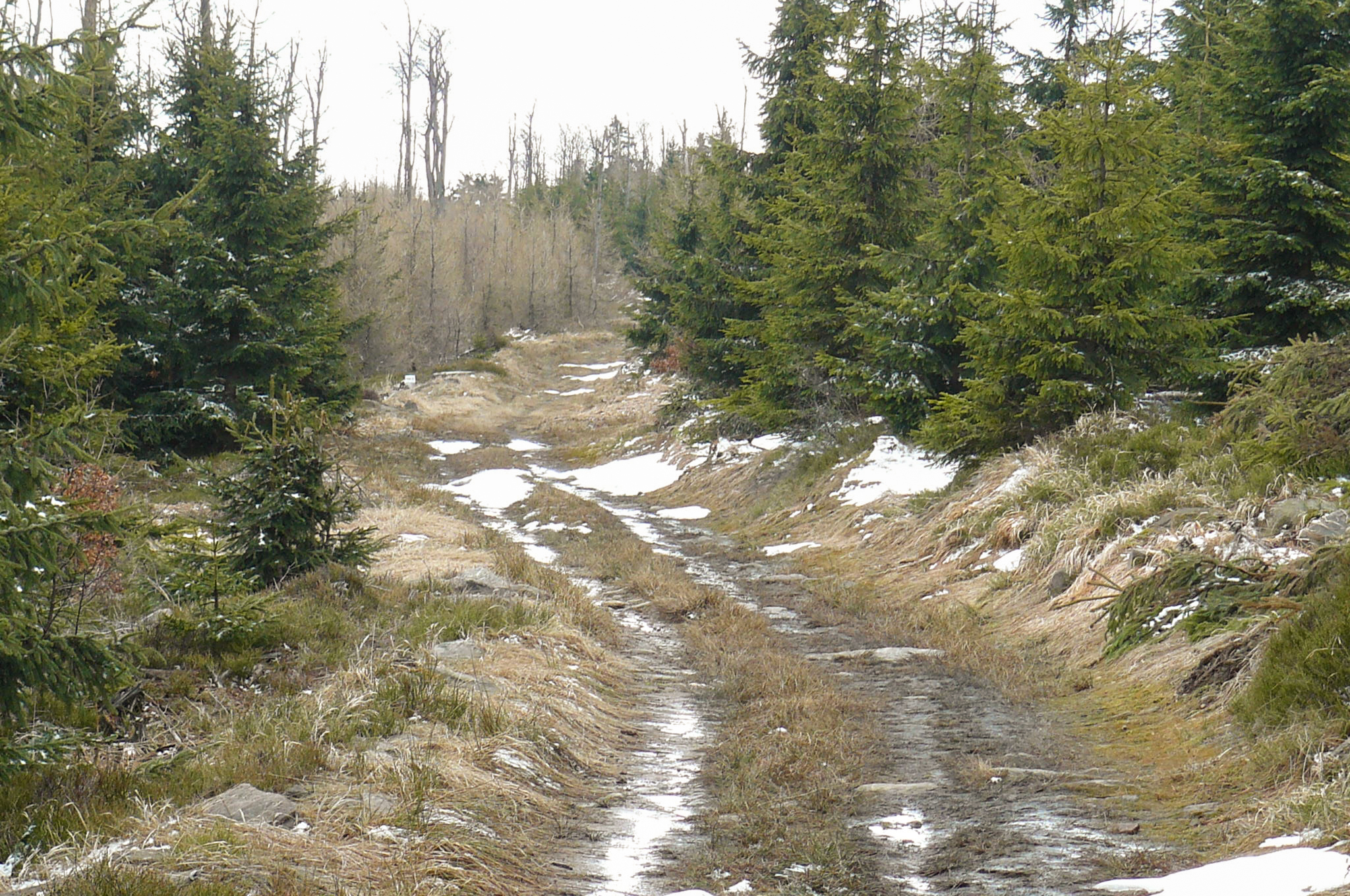
Jagodna (977 m)

Koruna polských Sudet (polsky Korona Sudetów Polskich) je soubor nejvyšších vrcholů 31 geomorfologických celků (mezoregionů) polské části Sudet (Krkonošsko-jesenické soustavy).
K získání titulu Dobyvatel Koruny polských Sudet je nutné zdolat v libovolném pořadí všechny vrcholy pěším výstupem a potvrdit tuto skutečnost v příslušné brožuře.

## Vrcholy Koruny polských Sudet
| Č.  | Mezoregion                       | Nejvyšší vrchol  | Výška (m n. m.) | Souřadnice                       | Přístup |
| --- | -------------------------------- | ---------------- | --------------- | -------------------------------- | --- |
| 1.  | Krkonoše                         | Sněžka           | 1603            | 50°44′09″ s. š., 15°44′21″ v. d. | červená turistická značka · žlutá turistická značka · PLčerná turistická značka                                  |
| 2.  | Králický Sněžník                 | Králický Sněžník | 1423            | 50°12′25″ s. š., 16°50′57″ v. d. | červená turistická značka · žlutá turistická značka · PLzelená turistická značka                                 |
| 3.  | Jizerské hory                    | Wysoka Kopa      | 1128            | 50°51′01″ s. š., 15°25′12″ v. d. | PLčervená turistická značka                                                                                      |
| 4.  | Rychlebské hory                  | Postawna         | 1117            | 50°13′24″ s. š., 17°00′42″ v. d. | neznačeno |
| 5.  | Orlické hory                     | Vrchmezí         | 1084            | 50°21′10″ s. š., 16°21′40″ v. d. | červená turistická značka · PLzelená turistická značka                                                           |
| 6.  | Soví hory                        | Velká Sova       | 1015            | 50°40′49″ s. š., 16°29′08″ v. d. | PLčervená turistická značka · PLmodrá turistická značka · PLzelená turistická značka · PLžlutá turistická značka |
| 7.  | Bystřické hory                   | Jagodna          | 977             | 50°15′06″ s. š., 16°34′00″ v. d. | PLmodrá turistická značka                                                                                        |
| 8.  | Janovické rudohoří               | Skalnik          | 945             | 50°48′26″ s. š., 15°53′39″ v. d. | PLčervená turistická značka · PLmodrá turistická značka                                                          |
| 9.  | Kamenné hory                     | Waligóra         | 936             | 50°41′00″ s. š., 16°17′00″ v. d. | PLmodrá turistická značka · PLžlutá turistická značka                                                            |
| 10. | Stolové hory                     | Velká Hejšovina  | 919             | 50°29′09″ s. š., 16°20′21″ v. d. | naučná turistická značka                                                                                         |
| 11. | Zlatohorská vrchovina            | Biskupská kupa   | 890             | 50°15′22″ s. š., 17°25′22″ v. d. | modrá turistická značka · zelená turistická značka · PLčervená turistická značka                                 |
| 12. | Valbřišské hory                  | Borowa           | 853             | 50°43′22″ s. š., 16°18′11″ v. d. | PLčervená turistická značka                                                                                      |
| 13. | Pogórze Orlickie                 | Grodczyn         | 803             | 50°24′51″ s. š., 16°20′00″ v. d. | PLčervená turistická značka · PLzelená turistická značka                                                         |
| 14. | Bardské hory                     | Kłodzka Góra     | 765             | 50°27′06″ s. š., 16°45′12″ v. d. | PLmodrá turistická značka · PLžlutá turistická značka                                                            |
| 15. | Obniżenie Noworudzkie            | Włodzicka Góra   | 758             | 50°37′33″ s. š., 16°26′09″ v. d. | PLčervená turistická značka · PLzelená turistická značka                                                         |
| 16. | Kačavské hory                    | Skopiec          | 724             | 50°56′40″ s. š., 15°53′06″ v. d. | PLmodrá turistická značka · PLžlutá turistická značka                                                            |
| 17. | Brama Lubawska                   | Zadzierna        | 724             | 50°43′20″ s. š., 15°57′35″ v. d. | PLčervená turistická značka · PLzelená turistická značka                                                         |
| 18. | Masyw Ślęży                      | Ślęża            | 718             | 50°51′54″ s. š., 16°42′31″ v. d. | PLčervená turistická značka · PLmodrá turistická značka · PLžlutá turistická značka                              |
| 19. | Obniżenie Ścinawki               | Gardzień         | 556             | 50°32′34″ s. š., 16°26′05″ v. d. | neznačeno |
| 20. | Kladská kotlina                  | Sikornik         | 550             | 50°08′02″ s. š., 16°40′51″ v. d. | PLžlutá turistická značka                                                                                        |
| 21. | Pogórze Wałbrzyskie              | Sas              | 515             | 50°48′50″ s. š., 16°13′33″ v. d. | neznačeno |
| 22. | Kotlina Jeleniogórska            | Grodna           | 506             | 50°50′10″ s. š., 15°43′26″ v. d. | PLmodrá turistická značka · PLžlutá turistická značka                                                            |
| 23. | Pogórze Izerskie                 | Wojkowa          | 502             | 50°59′23″ s. š., 15°19′00″ v. d. | neznačeno |
| 24. | Pogórze Kaczawskie               | Ostrzyca         | 501             | 51°03′22″ s. š., 15°45′48″ v. d. | PLčervená turistická značka · PLzelená turistická značka · PLžlutá turistická značka                             |
| 25. | Obniżenie Otmuchowskie           | Brzeźnica        | 492             | 50°33′33″ s. š., 16°43′43″ v. d. | PLzelená turistická značka · PLžlutá turistická značka                                                           |
| 26. | Wzgórza Niemczańsko-Strzelińskie | Wrona            | 458             | 50°39′43″ s. š., 16°38′33″ v. d. | neznačeno |
| 27. | Przedgórze Paczkowskie           | Kalwaria         | 385             | 50°19′15″ s. š., 17°18′18″ v. d. | neznačeno |
| 28. | Wzgórza Strzegomskie             | Góra Krzyżowa    | 358             | 50°58′25″ s. š., 16°20′10″ v. d. | PLmodrá turistická značka                                                                                        |
| 29. | Obniżenie Żytawsko-Zgorzeleckie  | Koło Obserwatora | 340             | 50°53′43″ s. š., 14°59′37″ v. d. | neznačeno |
| 30. | Obniżenie Podsudeckie            | Górzno           | 305             | 50°50′36″ s. š., 16°23′58″ v. d. | neznačeno |
| 31. | Równina Świdnicka                | Popiel           | 284             | 50°48′30″ s. š., 16°30′43″ v. d. | neznačeno |